# 待机
待机指电子设备，如计算机、电视和可以远程控制的设备在低电量模式下运行的状态。待机模式比正常运行显著减少了电力的消耗，并且在恢复时无需用户等待机器重新开机。许多设备以慢闪或红色的电源指示灯指示设备正处于待机状态。

## 计算机的待机
在计算机中，进入待机模式大体等同于“暂停”机器的运行状态。当从待机中恢复时，之前的操作可以继续进行，待机前打开的程序和文件也保持其状态。
待机模式有很多称呼，包括待机（Stand by）（在Windows 98至Windows Server 2003中）、睡眠（Sleep）（Mac OS 8至Mac OS X、Windows Vista、Windows 7、Windows 8及Windows 10中），以及挂起（Suspend）（Windows 95、Linux中）。待机时，当前运行状态被保存在内存中，然后将无需供电的设备的电源切断，并将内存的供电设定为最小模式（仅够维持数据的保存）。由于待机可以节省大量电力，大多数笔记本电脑在使用电池供电时自动在合盖时进入待机状态，若不需要这一特性，也可通过系统设置进行修改。

## 待机的可靠性
待机最初被引入时并未进行彻底的测试，导致各种问题的发生，尤以外围设备相关的问题为甚（例如鼠标）。

## Microsoft Windows
Windows 2000及以后的版本在操作系统层面支持待机模式，而不需要硬件制造商提供特殊的驱动程序（除了顯示卡驅動程式要支援待機）。
Windows Vista將ACPI S1-S3狀態稱為睡眠（Sleep）。
Windows Vista的「混合式睡眠」功能在睡眠前将内存中的数据保存至硬盘，如果内存掉电也可以从硬盘进行唤醒。用户也可以直接使用休眠功能。